# Wilhelm von Eichendorff

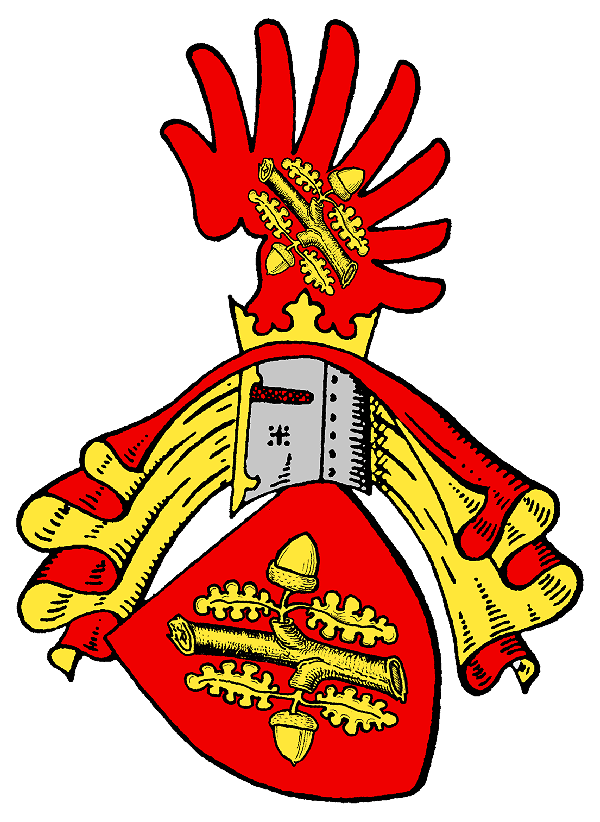
Wappen derer von Eichendorff

Wilhelm Joseph Ernst Johann Karl Freiherr von Eichendorff (* 14. September 1786 auf Schloss Lubowitz, Provinz Schlesien; † 7. Januar 1849 in Innsbruck in Tirol, Kaisertum Österreich) war ein österreichischer Jurist, (k.k.)-Staatsbeamter und Dichter.

## Jugend und Ausbildung
Das katholische Adelsgeschlecht der Freiherren von Eichendorff war seit dem 17. Jahrhundert in Mähren und Schlesien ansässig. Der Vorfahre Hartwig Erdmann von Eichendorff kam aus Zerbow in der Neumark nach Sedlnitz in Mähren; er verstarb im Jahr 1683 in Deutsch Krawarn.
Der Sohn des Freiherrn Adolf Rudolf von Eichendorff und der Karoline, geborene Freiin von Kloch, wurde gemeinsam mit dem eineinhalb Jahre jüngeren Bruder Joseph von Eichendorff von Pfarrer Bernhard Heike zu Hause unterrichtet. Ab Oktober 1801 besuchten die Brüder das katholische Matthias-Gymnasium in Breslau. Von 1805 bis 1806 studierten sie Jura an der Universität in Halle. Als auf Geheiß Napoleons im Oktober 1806 die Universität geschlossen wurde, mussten alle Studenten Halle an der Saale innerhalb von 24 Stunden verlassen. Im Mai 1807 fuhren die Brüder über Linz, Regensburg und Nürnberg nach Heidelberg, um ihre Studien (1807–1808) dort fortzusetzen. Der letzte Abschnitt (1810–1813) des Studiums fand in Wien statt.
Wilhelm von Eichendorff begegnete in Wien dem Kaiser Franz II. Er pflegte Freundschaften mit den Romantikern Friedrich Schlegel, Adam Müller von Nitterdorf, dem Priester Klemens Maria Hofbauer, dem Maler Philipp Veit und dem Verleger Friedrich de la Motte Fouqué. An Otto von Loeben widmete er drei Gedichte.

## Amtstätigkeit
Nach dem juristischen Staatsexamen trat Wilhelm im Jahr 1813 in den österreichischen Staatsdienst ein. 1814 wurde er nach Lienz, 1815 nach Innsbruck versetzt. Am 1. Mai 1821 vermählte er sich in Wilten mit Julie Fischnaller. Im Mai 1822 wurde Wilhelm von Eichendorff für ein Jahr dritter Kreiskommissar in Rovereto, Oberitalien, 1825 erhielt er eine Stellung als Gubernial- und Präsidialsekretär in Innsbruck, danach war er Gubernialrat in Zara, Norddalmatien und zuständig für die Zensur der Presse in Tirol. Im Jahr 1827 wurde er zum Kreishauptmann von Trient befördert und zum Wirklichen Gubernialrat des Kaisers ernannt.
Da er die revolutionären Absichten der italienischen Bevölkerung Trients nur ungenügend bekämpfte, wurde er seines Amtes erhoben. 1848 folgte die Strafversetzung nach Innsbruck, wo er als Gubernialrat an der Tiroler Landesstelle tätig war. Am 7. Januar 1849 starb er in Innsbruck. Alleinerbe der Familienherrschaft Sedlnitz wurde sein Bruder Joseph von Eichendorff.
Der Filmregisseur Josef Cyrus drehte 1999 den Kurzfilm Die Oderfahrt der Brüder Joseph und Wilhelm von Eichendorff.

## Gedichte (Auswahl)
| - Nicht in Getümmel, nein, im Schoße der Natur - Des dunklen Schicksals Spruch - An Isidorus - An Isidor - An Heinrich Grafen von Loeben - Wenn sanfte Quellen ferne rauschend klagen - Ist’s wohl das ewge Rauschen klarer Quellen - Der kühle Herbst streut seine goldenen Blätter - So rauschen wieder linde Frühlingsquellen - Es gibt geheime, schauervolle Stunden - Ein Zauberwald steht jungen Herzen offen - Beklommen frag ich, was ich wohl gewonnen - Das Horn schlägt an, erwachet Jagdgenossen - Schon Nebel flatterten, und Abendscheine - Wie die dunklen Wälder rauschen | - In dem wilden unendlichen Walde - Ins Horn, ins Horn, ins Jägerhorn - In Wald, in Wald - Goldner Schein ist ausgegangen - An die Langeweile, Chef-d’œuvre - Walhfahrt nach dem gelobten Lande - Wieder gesund - Schwermut und Entschluss - Die zauberische Venus - Der durch die Luft fahrende Spielmann - Teutscher Wettstreit - Venus von Medicis und Albert Dürer - Drei Kanzonen - An meinen Bruder Josef |

## Werke
- Wilhelm von Eichendorff, Joseph Freiherr von Eichendorff: Jugendgedichte. Europäischer Hochschulverlag, Bremen 2010, ISBN 978-3-86741-572-9.